# Campionato Maranhense 2022
Il Campionato Maranhense 2022 è stata la 101ª edizione della massima serie del campionato maranhense. La stagione è iniziata il 20 gennaio 2022 e si è conclusa il 20 aprile successivo.

## Stagione

### Novità
Sono state promosse dalla Segunda Divisão il Cordino e il Tuntum. Sono retrocesse invece Bacabal e Imperatriz.

### Formato
Il torneo si svolge in due turni identici: è prevista una prima fase composta da due gironi da quattro squadre. Le prime due classificate di tali gironi, accedono al secondo turno che decreterà la formazione vincitrice.
Le squadre vincitrici dei due turni, si affronteranno in un match singolo per decretare la vincitrice del Campionato Maranhense. Nel caso una squadra abbia vinto ambedue i turni, sarà questa ad essere decretata vincitrice del campionato.
Retrocedono in Segunda Divisão le formazioni con la somma minore di punti ottenuti in ambedue i turni.
La formazione vincitrice potrà partecipare alla Coppa del Brasile 2023 e alla Copa do Nordeste 2023. La seconda classificata solo alla Coppa del Brasile. Esclusi i club che sono già qualificati alle prime tre serie del campionato nazionale, la formazione meglio piazzata potrà partecipare alla Série D 2023.

## Risultati

### Primo turno

#### Prima fase
Gruppo A
|  | Pos. | Squadra        | Pt | G | V | N | P | GF | GS | DR |
|  | ---- | -------------- | -- | - | - | - | - | -- | -- | -- |
|  | 1.   | Sampaio Corrêa | 9  | 3 | 3 | 0 | 0 | 7  | 1  | +6 |
|  | 2.   | Pinheiro-MA    | 6  | 3 | 2 | 0 | 1 | 4  | 4  | 0  |
|  | 3.   | IAPE           | 3  | 3 | 1 | 0 | 2 | 1  | 2  | -1 |
|  | 4    | Juventude-MA   | 0  | 3 | 0 | 0 | 3 | 1  | 6  | -5 |

Legenda:
      Ammessa alla fase finale.
Note:
Tre punti a vittoria, uno a pareggio, zero a sconfitta.
Gruppo B
|  | Pos. | Squadra     | Pt | G | V | N | P | GF | GS | DR |
|  | ---- | ----------- | -- | - | - | - | - | -- | -- | -- |
|  | 1.   | Moto Club   | 7  | 3 | 2 | 1 | 0 | 4  | 2  | +2 |
|  | 2.   | São José-MA | 5  | 3 | 1 | 2 | 0 | 4  | 3  | +1 |
|  | 3.   | Tuntum      | 4  | 3 | 1 | 1 | 1 | 4  | 4  | 0  |
|  | 4    | Cordino     | 0  | 3 | 0 | 0 | 3 | 4  | 7  | -3 |

Legenda:
      Ammessa alla fase finale.
Note:
Tre punti a vittoria, uno a pareggio, zero a sconfitta.

#### Fase finale
|  | Semifinali | Semifinali     | Semifinali |           |    | Finale         | Finale | Finale |  |
|  |            |                |            |           |    |                |        |        |  |
|  | 1A         | Sampaio Corrêa | 1          |           |    |                |        |        |  |
|  | 1A         | Sampaio Corrêa | 1          |           |    |                |        |        |  |
|  | 2B         | São José-MA    | 0          |           |    |                |        |        |  |
|  | 2B         | São José-MA    | 0          |           | 1A | Sampaio Corrêa | 1      |        |  |
|  |            |                |            |           | 1A | Sampaio Corrêa | 1      |        |  |
|  |            |                | 1B         | Moto Club | 0  |                |        |        |  |
|  | 1B         | Moto Club      | 1B         | Moto Club | 0  | 2              |        |        |  |
|  | 1B         | Moto Club      |            |           |    |                |        |        |  |
|  | 2A         | Pinheiro-MA    | 0          |           |    |                |        |        |  |

### Secondo turno

#### Prima fase
Gruppo A
|  | Pos. | Squadra        | Pt | G | V | N | P | GF | GS | DR |
|  | ---- | -------------- | -- | - | - | - | - | -- | -- | -- |
|  | 1.   | IAPE           | 7  | 4 | 2 | 1 | 1 | 3  | 3  | 0  |
|  | 2.   | Sampaio Corrêa | 6  | 4 | 1 | 3 | 0 | 8  | 6  | +2 |
|  | 3.   | Pinheiro-MA    | 5  | 4 | 1 | 2 | 1 | 6  | 5  | +1 |
|  | 4    | Juventude-MA   | 3  | 4 | 1 | 0 | 3 | 6  | 15 | -9 |

Legenda:
      Ammessa alla fase finale.
Note:
Tre punti a vittoria, uno a pareggio, zero a sconfitta.
Gruppo B
|  | Pos. | Squadra     | Pt | G | V | N | P | GF | GS | DR |
|  | ---- | ----------- | -- | - | - | - | - | -- | -- | -- |
|  | 1.   | Cordino     | 7  | 4 | 2 | 1 | 1 | 10 | 5  | +5 |
|  | 2.   | São José-MA | 7  | 4 | 2 | 1 | 1 | 10 | 6  | +4 |
|  | 3.   | Moto Club   | 4  | 4 | 1 | 1 | 2 | 5  | 6  | -1 |
|  | 4    | Tuntum      | 3  | 4 | 0 | 3 | 1 | 4  | 6  | -2 |

Legenda:
      Ammessa alla fase finale.
Note:
Tre punti a vittoria, uno a pareggio, zero a sconfitta.

#### Fase finale
|  | Semifinali | Semifinali     | Semifinali |         |    | Finale | Finale | Finale |  |
|  |            |                |            |         |    |        |        |        |  |
|  | 1A         | IAPE           | 2          |         |    |        |        |        |  |
|  | 1A         | IAPE           | 2          |         |    |        |        |        |  |
|  | 2B         | São José-MA    | 0          |         |    |        |        |        |  |
|  | 2B         | São José-MA    | 0          |         | 1A | IAPE   | 0      |        |  |
|  |            |                |            |         | 1A | IAPE   | 0      |        |  |
|  |            |                | 1B         | Cordino | 3  |        |        |        |  |
|  | 1B         | Cordino (dtr)  | 1B         | Cordino | 3  | 1 (4)  |        |        |  |
|  | 1B         | Cordino (dtr)  |            |         |    |        |        |        |  |
|  | 2A         | Sampaio Corrêa | 1 (2)      |         |    |        |        |        |  |

### Finale
| Squadra 1 | Totale          | Squadra 2      | Andata | Ritorno |
| --------- | --------------- | -------------- | ------ | ------- |
| Cordino   | 1 – 1 (3-4 dtr) | Sampaio Corrêa | 1 – 1  | 0 – 0   |